# Stadtwerke Lübeck
Die Stadtwerke Lübeck Gruppe GmbH (SWL) ist der Unternehmensverbund der Gesellschaften für die Versorgung mit Strom, Gas, Wasser, Wärme, Digitaler Kommunikation, Leitungsnetzen und Öffentlichem Personennahverkehr für die Stadt Lübeck und angrenzende Gemeinden. Die Stadtwerke Lübeck Gruppe gehört vollständig der Hansestadt Lübeck und umfasst die Einzelgesellschaften SWL Energie GmbH, SWL Digital GmbH, SWL Mobil GmbH mit Lübeck-Travemünder Verkehrsgesellschaft mbH, SWL Innovation GmbH und die TraveNetz GmbH.

## Geschichte
Die Stadtwerke Lübeck entstanden ursprünglich aus dem 1761 gegründetem „Department der Brand-Assekuranz-Kasse“, das 1847 in die „Verwaltungsbehörde für städtische Gemeindeanstalten“ umbenannt wurde. Dem „Department der Brand-Assekuranz-Kasse“ wurde in den Jahren zwischen 1814 und 1865 die Aufgaben der Straßenbeleuchtung, die Erhebung der Pflastersteuer, die Gasanstalt und die Stadtwasserkunst zugeteilt. Bis 1922 wurden die Aufgaben der Stadtwerke in Verwaltungsbehörden für städtische Gemeindeanstalten als Regiebetriebe geführt, und zwar im vorigen Jahrhundert zunächst jeder Betriebszweig separat, ab 1895 die Versorgungssparten (Strom, Gas, Wasser) gemeinsam und ab 1909 einschließlich der Verkehrssparte.
1922 erfolgte eine Umgründung in eine Körperschaft des öffentlichen Rechts. Diese Rechtsform war aufgrund der Eigenstaatlichkeit der Freien und Hansestadt Lübeck möglich. Der Zwang zu einer weiteren Umgründung ergab sich aus dem Verlust der Eigenständigkeit Lübecks und der Eingliederung in das Land Schleswig-Holstein in der Zeit des „Dritten Reiches“. Dabei entschied man sich 1941 für die Rechtsform des Eigenbetriebes. Es handelte sich um ein klassisches kommunales Querverbundunternehmen mit den Versorgungssparten Strom, Gas und Wasser sowie öffentlichem Personennahverkehr.

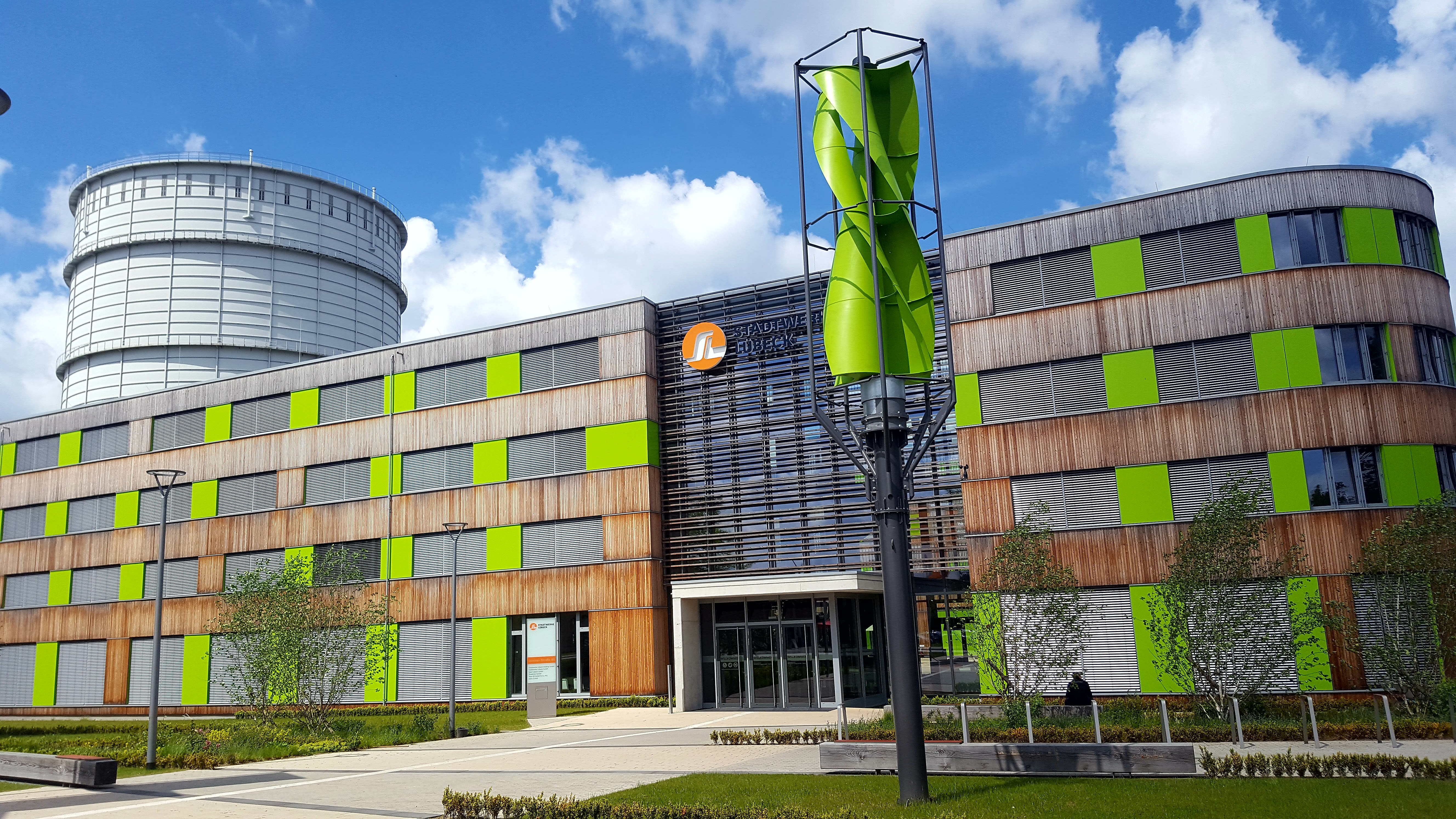
Das Hauptgebäude der Stadtwerke Lübeck GmbH in der Geniner Straße 80, 23560 Lübeck

Diese Rechtsform wurde bis zum Jahr 2000 beibehalten. Sie bedeutete wirtschaftliche und organisatorische Selbständigkeit, jedoch rechtliche Unselbstständigkeit und damit volle Abhängigkeit von der Stadt. Rechtsgrundlage dieser Konstruktion war die Eigenbetriebsverordnung Schleswig-Holstein. Durch die von der EU forcierte Öffnung der Energiemärkte (Strom seit 1998; Gas ab 2000) ergab sich für die Stadtwerke eine veränderte Situation.
Um die Unternehmensstrukturen an die Erfordernisse des liberalisierten Energiemarkts anzupassen, hat die Lübecker Bürgerschaft im Jahr 1999 den Beschluss zur Restrukturierung des Unternehmens und zur Schaffung einer Holdingstruktur gefasst.
Zum 31. Dezember 1999 wurde dann zunächst der Eigenbetrieb in die Eigenbetriebe Versorgungsbetrieb und Verkehrsbetrieb aufgeteilt. Anschließend wurden der Versorgungsbetrieb und der Verkehrsbetrieb in die GmbHs Energie und Wasser Lübeck GmbH (EWL – Umbenennung im Jahr 2006 in Stadtwerke Lübeck GmbH (SWL) und Stadtverkehr Lübeck GmbH (SL)) gemäß § 168 Umwandlungsgesetz ausgegliedert.
Im Jahr 2005 beteiligte sich das dänische Energieversorgungsunternehmen DONG Naturgas A/S (inzwischen: Ørsted) als strategischer Partner an der Energiesparte der SWL mit 25,1 %. Die Hansestadt Lübeck behielt 4,9 % und die Stadtwerke Lübeck Holding GmbH (heute Stadtwerke Lübeck Gruppe GmbH) 70 % der Anteile am Energieversorger der SWL. 2013 hatte DONG seine Anteile an die Stadtwerke Aachen (STAWAG) verkauft.
Seitdem hält die Hansestadt Lübeck 4,9 % der Anteile an der SWL Energie GmbH, über ihre Stadtwerke Lübeck Gruppe GmbH (SWL) weitere 70 % an der SWL Energie GmbH, und 25,1 % die Stadtwerke Aachen. Die SWL Energie GmbH hält wiederum 74,9 % an der TraveNetz GmbH, 24,1 % an dieser Netzgesellschaft hält die Schleswig-Holstein Netz AG. Die Hansestadt Lübeck besitzt über die Stadtwerke Lübeck Gruppe jeweils 100 % an den Gesellschaften SWL Digital und SWL Mobil mit LVG.

## Unternehmen
Aufgabe der heutigen Stadtwerke Lübeck Unternehmensgruppe ist es, auf Basis der öffentlichen Daseinsvorsorge den Bürgern eine Versorgungssicherheit und Netzstabilität zu gewährleisten. Das Unternehmen versorgt Lübeck mit Energie, Wärme und Wasser sowie Telekommunikation, Leitungsnetzen und Öffentlichem Nahverkehr. Mit rund 1400 Beschäftigten im Konzern gehört die Stadtwerke Lübeck Gruppe zu den 100 größten Arbeitgebern in der Metropolregion Hamburg.
Mit der Neuregelung des Energiewirtschaftsrechts 2004 war eine gesetzliche Verpflichtung zur Trennung der Monopolbereiche Strom und Gas, das Unbundling, verbunden. Die Stadtwerke Lübeck Gruppe GmbH setzte die Vorschrift insoweit um, als dass ein gesellschaftsrechtliches Unbundling vorgenommen wurde, d. h. durch Gründung der Stadtwerke Lübeck Netz GmbH (Umbenennung 2006 in Stadtwerke Lübeck Netz GmbH) wurde der Netzbetrieb gesellschaftsrechtlich von den übrigen (Wettbewerbs-)Tätigkeitsbereichen Strom und Gas getrennt. Um eine Verwechslung zwischen den Aktivitäten der Stadtwerke Lübeck Netz GmbH und dem Vertrieb von Energie und Wasser der Stadtwerke Lübeck GmbH im Außenauftritt zu vermeiden, wurde 2014 die Gesellschaft in Netz Lübeck GmbH umbenannt. Im Juli 2020 wurde die Gesellschaft in TraveNetz GmbH umbenannt.
Im Jahr 2013 wurde die TraveKom Telekommunikationsgesellschaft mbH erworben, um ein Kompetenzzentrum für Digitalisierung zu errichten. Es werden infrastrukturelle Lösungen auf Basis des LoRaWAN Funknetzes, Schulungen und Workshops zu digitalen Applikationen sowie nutzergerecht programmierte Anwendungen angeboten. Die Gesellschaft für digitale Kommunikation (IT, Internet) heißt nunmehr Stadtwerke Lübeck Digital GmbH.
Die Gesellschaft der Verkehrssparte firmiert seit 2023 unter Stadtwerke Lübeck Mobil GmbH mit dem Tochterunternehmen Lübeck-Travemünder Verkehrsgesellschaft (LVG) und betreibt weitgehend den öffentlichen Personennahverkehr mit Bussen in Lübeck und den angrenzenden Gemeinden.
Aufgabe der Stadtwerke Lübeck Energie GmbH ist die Versorgung der Bevölkerung, der Industrie und des Gewerbes mit Energie und Wasser. Dazu zählen im Einzelnen die Erzeugung, der Bezug, der Handel, der Transport und die Verteilung von Strom, Gas und Wasser sowie alle dazugehörigen versorgungs- und energiewirtschaftlichen Aufgaben und Dienstleistungen. Die Stadtwerke Lübeck Energie GmbH beteiligt sich aktiv an der Energiewende. Seit dem 1. Januar 2020 werden alle privaten und gewerblichen Stromkunden ausschließlich mit grünem Strom beliefert. Dieser Strom wird aus schwedischen Wasserkraftwerken bezogen.
Die Stadtwerke Lübeck Energie GmbH hat in den letzten Jahren, insbesondere im Bereich des Ausbaus der erneuerbaren Energien verschiedene Beteiligungen erworben:
- Trave Erneuerbare Energien GmbH & Co. KG
- Solarpark Ronneburg GmbH & Co. KG
- Solar Power Turnow West I GmbH & Co. KG
- Solar Power Trunow West II GmbH & Co. KG
- Windpark Beltheim II GmbH & Co. KG
- Nysted I A/S

Weitere Beteiligungen:
- Trianel Kohlekraftwerk Lünen GmbH & Co. KG
- Regionalnetz Ostholstein Süd GmbH & Co. KG

Im Raum Lübeck und Umgebung engagieren sich die Stadtwerke in unterschiedlichen Themengebieten. Seit 2011 gibt es den Stadtwerke Lübeck Eiszauber, eine Eisbahn auf dem Marktplatz. Einmal im Monat wird ein Satz Trikots an die Sportvereine in der Umgebung verlost. Als Partner unterstützen die Stadtwerke Lübeck die Travemünder Woche und einmal jährlich wird der Stadtwerke Lübeck Marathon, der am Holstentor vorbeiführt, veranstaltet.

## Veröffentlichungen
- Günter Friege, Ingo Sens: 150 Jahre Gasversorgung in der Hansestadt Lübeck. Hrsg.: Stadtwerke Lübeck GmbH, in der Edition „Leonardo da Vinci“ der Ernst-Alban-Akademie e.V.